# Tomás González Morago
Tomás González Morago (Madrid, ? - Granada, 1885) va ser un militant anarquista espanyol de la Primera Internacional.
Va treballar com a gravador i era l'amo d'un taller al carrer de Gracia a Madrid. En 1868 estava adscrit al republicanisme individualista castelarí. Però quan va contactar amb la Primera Internacional es va apropar a Anselmo Lorenzo i a altres futurs militants llibertaris. També va organitzar la primera reunió amb Giuseppe Fanelli el 24 de gener de 1869 que va donar origen a la Federació Regional Espanyola de l'AIT o Primera internacional. González Morago va reclutar al primers internacionalistes espanyols.
Va intervenir en mítings a Madrid, Barcelona i Màlaga (1871). Va mantenir correspondència amb Mikhaïl Bakunin. Va haver d'emigrar a Lisboa al juny de 1871 amb Lorenzo i Mora; va col·laborar en la formació i la secció portuguesa de la Internacional. També va ser membre de l'Aliança de Ginebra. Va participar del congrés saragossà de 1872 com a delegat i es va oposar als corrents marxistes i autoritàries. Va ser escollit delegat al Congrés de La Haia de 1872, on es va enfrontar a les malifetes anti-bakuninistes dels marxistes. Després va estar en les reunions de Saint-Imier. Va ser delegat als congressos de Verviers i Gant de 1877.
Va dirigir el periòdic El Orden, en el qual també va col·laborar; també va participar en La Solidaridad, on va atacar als marxistes de la federació madrilenya. El seu paper va ser fonamental perquè les idees bakuninistas s'imposessin per sobre les marxistes a la península. El 1883 va ser expulsat de la federació madrilenya acusat de conducta immoral, perquè va ser processat i empresonat per falsificació de diners. Traslladat a la presó de Granada, va morir afectat de còlera el 26 de juny de 1885 en una de les epidèmies de còlera que van assolar Espanya.